# Euxestonotus titan
Euxestonotus titan är en stekelart som beskrevs av Peter Neerup Buhl 1998. Euxestonotus titan ingår i släktet Euxestonotus och familjen gallmyggesteklar. Inga underarter finns listade i Catalogue of Life.